# Hoher Schuß
Der Hohe Schuß ist ein 824,6 m ü. NHN hoher Berg südlich von Piesau im Thüringer Schiefergebirge. Der Rennsteig führt über den südlichen Teil des Hohen Schuß und tangiert hier, in Gipfellage, einen ehemaligen Schieferbruch.
Der Name ist aus der Jagd-Geschichte entlehnt.
Der Berg ist eine der höchsten Erhebungen im Landkreis Saalfeld-Rudolstadt.
Im September 2006 wurde von einer Laufgruppe aus dem Kreis ein Lauf für jedermann über 64 Kilometer vom tiefsten Punkt des Landkreises bei Niederkrossen bis hinauf zum Hohen Schuß ausgerichtet. Dabei waren 658 Höhenmeter zu überwinden, was für einen Landkreis im Mittelgebirge schon recht viel ist.
Der Hohe Schuß dacht nach Norden ab und zählt damit zum Nördlichen Hohen Schiefergebirge. Nördlich schließen sich der Rodeberg (761 m) und die Teufelskanzel (774 m), im Süden die Zigeunerebene (748 m) und im Südwesten, durch das Lange Tal vom Nachbarn Limberg getrennt, die Hammerschmiedsebene (696 m) an. Über den die Ausläufer verbindenden Grat verläuft der Rennsteig in Richtung Südwest - Nordost. Östlicher Nachbar, deutlich durch eine Scharte getrennt, ist der Rote Berg. Oberhalb der Hammerschmiedsebene befindet sich die Nahtstelle zum nordöstlichen Ausläufer des Pappenheimer Berges und zum Ernstthaler Steig, über den der Rennsteig nach Nordwest abknickt.